# 白木峠 (岩手県・秋田県)
白木峠（しろきとうげ）は、岩手県和賀郡西和賀町から秋田県横手市を結ぶ峠。標高602m。別称、白木山。

## 概要
藩政時代、盛岡藩と久保田（秋田）藩の藩境で、麓には両藩の境目番所があった。峠名は和賀郡西和賀町白木野に由来している。
盛岡藩では「沢内街道」と、久保田藩では「白木嶺道（しろきれいどう）」（邦内郷村志）や「小松川街道」と呼ばれる脇街道が経由しており、かつては、陸羽を結ぶ重要な路線であり、鉄道開通以前は岩手県との交易のみならず、仙台・東京方面との交通路として利用されていたが、峻険のため牛馬による駄送が困難で、平和街道の開通により衰退した。
越中畑御番所（盛岡藩領、西和賀町）と小松川御番所（久保田藩領、横手市）の間の古道約6kmは、歴史の道としてハイキングコースになっている。
峠の山頂には、秋田側の白木嶺道における一里塚起点と、1845年（弘化2年）冬、伊勢参の遭難者の慰霊の五輪塔が造立されている。

## 参考資料
- 「角川日本地名大辞典」編纂委員会『角川日本地名大辞典 3 岩手県』角川書店、1985年3月8日。ISBN 4-04-001030-2。
- 「角川日本地名大辞典」編纂委員会『角川日本地名大辞典 5 秋田県』角川書店、1980年。ISBN 4-04-001050-7。
- 日本山岳会 編『新日本山岳誌』ニカンシヤ出版、2005年11月15日。ISBN 4-7795-0000-1。
- 新・分県登山ガイド『2 岩手県の山』山と渓谷社、2006年6月10日。ISBN 4-635-02302-8。